# Здание пожарного общества (Чернигов)
Здание пожарного общества — памятник архитектуры местного значения в Чернигове. В настоящее время в здании в размещаются областная организация Национального общества художников Украины, офисные помещения и непродовольственные магазины.
В ночь с 29 на 30 марта 2022 года здание было повреждено в ходе вторжения России на Украину — район Центрального рынка был обстрелян российскими миномётами 120-мм калибра.

## История
Решением исполкома Черниговского областного совета народных депутатов от 26.03.1984 № 118 дому присвоен статус памятник архитектуры местного значения с охранным № 7-Чг. Здание имеет собственную «территорию памятника» и расположено в «комплексной охранной зоне памятников исторического центра города», согласно правилам застройки и использования территории. На здании установлена информационная доска с названием памятника Добровольное пожарное общество.

## Описание
В 1841 году была основана пожарная часть. В конце XIX века с помощью пожарной части было создано добровольное пожарное общество, которое содержало пожарную команду. Для неё в 1893 году с юго-западной стороны бывшей Шоссейной улицы (сейчас проспект Мира) на месте Александровской площади был построен новый дом.

внутри здания
внутри здания
внутри здания
охранная доска

Каменный, асимметрического плана дом. Здание состояло из одноэтажного зала для пожарных машин (машинный зал) и двухэтажных служебных помещений с пожарной каланчой (высотой 24 м с сторожкой), которую завершал фонарь-сторожка с флюгером в виде флага. Удлиненный объём машинного зала контрастирует с восьмериком каланчи (башни), которая опирается на четверик. Использованы элементы готики в виде зубцов на башне, стрельчатых окон и прочие. Изначально машинный зал использовался как конюшня для 11 лошадей и залы для обоза, поскольку пожарные машины появились только в 1919 году. Пожарное общество имело второй 3-этажный корпус, где размещалась сигнальная спальня сотрудников, столовая, кухня, баня, комнаты управления и дежурных дружинников, кабинет старшого по команде и квартира начальника.
В 1920-е годы над машинным залом был надстроен второй этаж, который использовался под типографию, а со временем она заняла все помещение. Во время Великой Отечественной войны, в 1941 году здание было сожжено. В послевоенные годы было восстановлено и стало использоваться Черниговской областной типографией имени С. М. Кирова. В 1959 году сторожка была разобрана и в связи с этим высота башни стала 20 м.

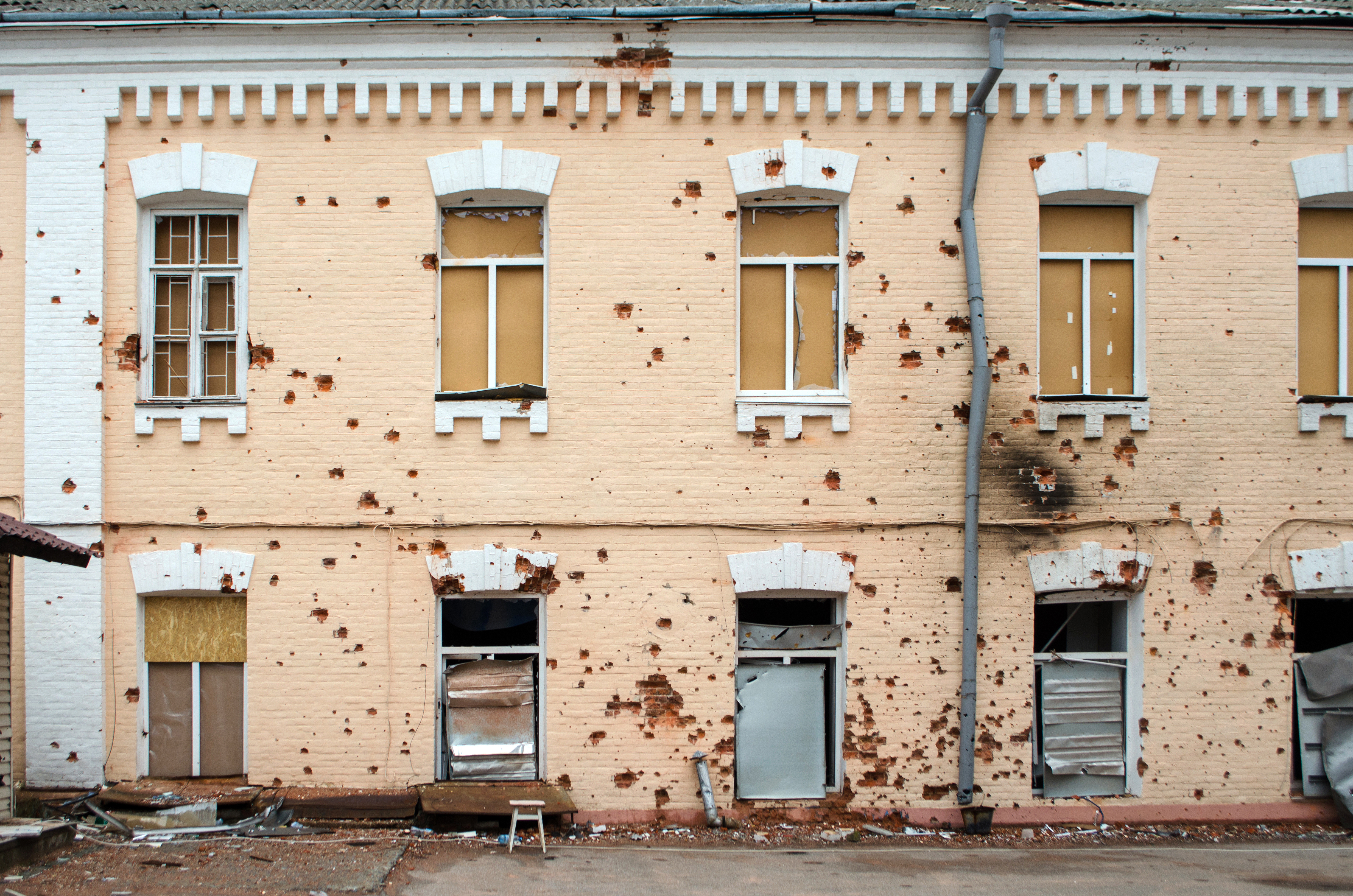
Следы обстрела (2022)

В настоящее время здание используется для офисных помещений и непродовольственных магазинов.